# Leo Arons
 (août 2022).
Pour les articles homonymes, voir Arons.
Martin Leo Arons (né le 15 février 1860 - mort le 10 octobre 1919) est un physicien et homme politique allemand. On a nommé la loi Lex Arons, qui interdit aux membres du Parti social-démocrate d'Allemagne (allemand : Sozialdemokratische Partei Deutschlands, SPD) d'enseigner dans les universités prussiennes, d'après lui.

## Biographie
Leo Arons provient d'une famille juive aisée de banquiers habitant Berlin. Ses parents sont Albert Arons (1826-1897), un associé de la Gebrüder Arons, et Clara Goldschmidt (1837-1867). 
En 1887, Arons épouse Johanna Bleichröder (1861-1938), fille du banquier Julius Bleichröder (de) (1828-1907). Le frère d'Arons, le banquier Paul Arons (1861-1932), épouse Gertrude Bleichröder (1865-1917), la sœur de Johanna, quelques années plus tard.
Après son Abitur, Leo Arons étudie la chimie et la physique. Il obtient un doctorat de l'université de Strasbourg en 1888. En tant que scientifique, il travaille dans le domaine de la physique expérimentale. Il développera notamment la lampe à vapeur de mercure (également connue sous le nom de « tube d'Arons »), qui sera vendue par Allgemeine Elektricitäts-Gesellschaft sous le nom de Dr.  Arons' mercury vapor lamp.
En 1890, il devient privat-docent à la Friedrich-Wilhelms-Universität Berlin (désormais université Humboldt de Berlin). Un an plus tard, il devient le premier assistant du département de physique, mais abandonne le poste en 1893.
Lors de la réforme agraire, Arons côtoie le SPD. Après une certaine hésitation, il rejoint le parti au cours des années 1890.

## Lex Arons
Peu après qu'il est devenu membre du SDP, les autorités prussiennes tentent de lui retirer son poste d'enseignant. L'université s'oppose à plusieurs reprises à cette initiative.